# Albisaurus
Albisaurus („Ještěr od řeky Labe“) je rodové jméno pravěkého plaza z období pozdní křídy, jehož fosilie byly objeveny ve východních Čechách. Není jisté, o jakého plaza se jednalo, potenciálně by ale mohlo jít o zástupce skupiny Dinosauria.

## Historie

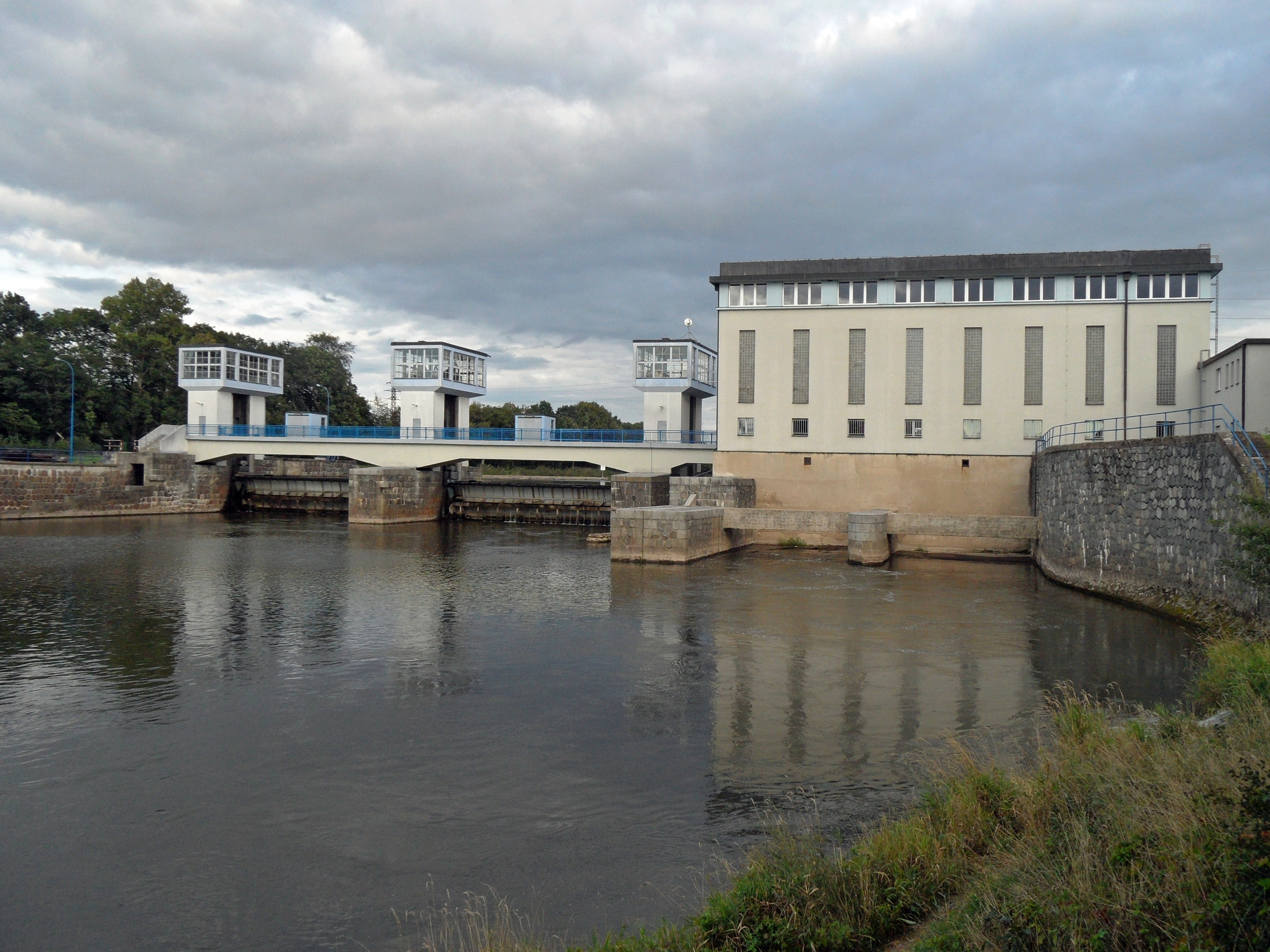
Zdymadlo Srnojedy B. - nedaleko odtud byly v roce 1893 objeveny fosilie „albisaura“.

Fragmentární fosilie rodu Albisaurus byly objeveny českým geologem a paleontologem Janem Jiljí Jahnem roku 1893 a následně jeho kolegou Antonínen Fričem popsány jako Iguanodon albinus. V roce 1905 však Frič pochopil, že se o zástupce rodu Iguanodon jednat nemůže a zvolil proto jiné jméno - Albisaurus scutifer („ještěr od Labe nesoucí šupiny“). Frič se tehdy domníval, že se jedná o příslušníka dinosaurů (příbuzného právě iguanodonovi). Dnes platí jako oficiální název tohoto pochybného taxonu jméno Albisaurus albinus.
Nález, který Frič popsal podle objevu v Srnojedech u Pardubic, sestává z fosilních šupin a neidentifikovatelných pozůstatků, které patrně nepatřily dinosaurovi (i když „šupina“ může potenciálně pocházet z jakéhosi neznámého ankylosaura). Dnes se každopádně jedná o nomen dubium, tedy vědecky pochybné jméno. Dalším Fričovým objevem tohoto druhu byl již v roce 1878 nalezený fosilní materiál, pojmenovaný Procerosaurus exogyrarum, který však možná také nebyl dinosaurem.

## Nový výzkum
V červnu roku 2011 paleontolog Boris Ekrt z Národního muzea oznámil, že mikroskopický výzkum struktury fosílie potvrdil, že by se opravdu mohlo jednat o kost jakéhosi menšího křídového dinosaura.